# Spathoglottis papuana
Spathoglottis papuana är en orkidéart som beskrevs av Frederick Manson Bailey. Spathoglottis papuana ingår i släktet Spathoglottis och familjen orkidéer.
Artens utbredningsområde är Papua Nya Guinea.

## Underarter
Arten delas in i följande underarter:
- S. p. papuana
- S. p. puberiflora